# Nicolas Grenon
Nicolas Grenon (1375 circa – 17 ottobre 1456) è stato un compositore francese del primo rinascimento.
Egli compose in tutte le forme prevalenti del suo tempo e fu un raro esempio di compositore longevo che apprese la musica nel tardo XIV secolo ma scrisse poi nello stile rinascimentale che si andava affermando.

## Biografia
Le prime notizie su Grenon si hanno da Parigi, dove egli lavorò prima alla Cattedrale di Notre-Dame; alla morte di suo fratello si trasferì a St Sépulchre come canonico. Egli scalò la gerarchia ecclesiastica a St Sépulchre, quindi lasciò Parigi spostandosi prima a Laon nel 1403 e quindi a Cambrai nel 1408. Nel 1409 entrò al servizio del duca di Berry come insegnante ed istruttore del coro dei ragazzi a Bourges; nel 1412 iniziò la sua carriera come membro della Scuola di Borgogna alla corte del duca Giovanni di Borgogna. Nel 1419 ritornò a Cambrai e dal 1425 al 1427 lavorò a Roma come maestro del coro dei ragazzi nella Cappella Papale sotto il ponteficato di Papa Martino V.
Ritornò quindi a Cambrai, dove per un decennio dal 1440 collaborò con Guillaume Dufay su di una completa revisione della musica liturgica polifonica della Cattedrale. Egli morì a Cambrai il 17 ottobre 1456 dopo una vita
insolitamente lunga per i suoi tempi.

## La sua musica
La musica di Grenon mostra influenze medioevali e del primo rinascimento.
La sua musica profana è la più moderna e mostra esempi delle maggiori forme fisse del periodo come ballate, virelai e rondeau. La melodia è sempre alla voce superiore ed i pezzi sono tutti a tre voci.
I suoi mottetti sono abbastanza inusuali per lo stretto uso della tecnica isoritmica, normalmente in tutte le voci. Per alcuni aspetti essi sono simili a quelli di Dufay, ad eccezione dell'uso inflessibile dell'isoritmo. Uno di questi è datato 1414, in cui si tessono le lodi dell'antipapa Giovanni XXIII e molto probabilmente quello scritto per l'apertura del Concilio di Costanza. Grenon scrisse anche delle messe ma nessuna di queste è giunta a noi completa. Rimane soltanto il frammento di un Gloria non sufficiente a stabilire la tecnica da lui usata per questo tipo di composizione.